# Paul Bernard (polytechnicien)
Pour les articles homonymes, voir Bernard et Paul Bernard.
Paul Bernard, né le 29 octobre 1892 à Noisy-le-Sec et mort le 21 septembre 1960 à Paris, ancien élève de l'École polytechnique, a dirigé pendant la Seconde Guerre mondiale l'un des plus importants réseaux de résistance, le réseau Alliance. Au lendemain de la guerre, il a fondé en 1946 et présidé jusqu'à sa mort la compagnie aérienne Transports aériens intercontinentaux (TAI) absorbée depuis par Air France.

## Biographie

### Avant guerre
Paul Bernard, après ses études au collège Rollin, entre à l'École polytechnique en 1911 et sort 141e de sa promotion en 1914.
Il est officier dans le 3e régiment d'artillerie de campagne pendant la Première Guerre mondiale qu'il termine avec le grade de capitaine et décoré de la croix de guerre.
Affecté d'abord au Tchad dans les forces coloniales après la guerre, il rejoint Hanoï comme officier d'ordonnance du gouverneur général d'Indochine en 1923, puis entre à la société financière française et coloniale deux ans plus tard en tant qu'inspecteur général des sociétés du groupe jusqu'en 1931. Il prend ensuite la direction générale de la société puis rentre en France en 1933 où il est administrateur délégué de la société à Paris. Pendant toute cette période, il écrit trois essais :
- L'Indochine et la crise, le problème du riz, imprimé en 1932 par J. Aspar à Saïgon,
- Le Problème économique indochinois, sorti en 1934 aux Nouvelles Éditions Latines,
- Nouveaux aspects du problème économique indochinois, publié en 1937 chez Fernand Sorlot.

En 1940, après six mois en tant qu'officier d'artillerie au front, il prend la présidence du Comité d'organisation des productions industrielles coloniales (COPIC).

### Résistant
Paul Bernard, tout en conservant ses fonctions dans la vie civile, est contacté au moment même de sa création par le réseau de résistance Alliance, créé par Georges Loustaunau-Lacau en 1940 ; il est considéré comme une recrue potentielle mais pas tout de suite intégré au réseau, qui préfère le laisser dans l'ombre pour préserver ses fonctions officielles. Ce réseau de renseignements, rattaché à l'Intelligence Service britannique, est l'un des plus importants de la guerre ; il compte jusqu'à 3 000 membres et couvrira toute la France.
En mars 1943, Marie-Madeleine Fourcade, devenue chef du réseau à l'arrestation de Loustaunau-Lacau en 1940, fait de Bernard son successeur potentiel officiel. En juillet 1943, au départ de Fourcade pour Londres, Paul Bernard prend donc la tête de l'activité de renseignement sous le nom de code de « Martinet » ; il recrute les personnes de son entourage, tel le banquier Jean Laurent. Léon Faye, chef militaire du réseau, en conserve la direction. En septembre de la même année, Faye est arrêté par la Gestapo, et Bernard le remplace. Sa nomination est confirmée par le général Giraud, auquel est alors rattaché le réseau. Il applique dès lors la décentralisation totale des différents secteurs et se brouille avec certains de ses subordonnés (tels Georges Lamarque ou Jean Sainteny).
Le 17 mars 1944 à Paris, alors qu'il arrive à un rendez-vous avec son estafette pour lui remettre des messages, Paul Bernard est arrêté par la Gestapo qui l'interroge et le torture au 84 avenue Foch (en), le soumettant notamment au supplice de la baignoire. N'avouant rien, il est incarcéré d'abord à Fresnes puis déporté le 8 avril à la prison de Kehl où il est brutalisé et soumis au régime « Nuit et brouillard ». Il est en effet soupçonné (à raison) de contacts avec des généraux allemands impliqués dans l'attentat contre Hitler. Le 13 novembre 1944, il est transféré à la prison de Moabit, à Berlin, d'où il sort le 22 avril 1945, lorsque les Allemands libèrent tous les prisonniers. Après avoir subi les combats extrêmement violents de la dernière heure à Berlin, il est finalement rapatrié à Paris par un avion américain en juin 1945.

### Fondateur et président de la TAI
Le 1er juillet 1946, un Junkers Ju 52 décolle du Bourget pour rallier Londres. C'est le premier vol des Transports aériens intercontinentaux (TAI), compagnie aérienne créée par Paul Bernard avec le colonel Paul Genain sous la forme juridique originale de société anonyme à participation ouvrière.
La compagnie voit son trafic évoluer très fortement jusqu'à 369 millions de passagers-kilomètres en 1960 et passe de 171 salariés en 1947 à plus de 2000 en 1960. Le réseau s'étend parallèlement avec notamment des escales en Afrique (Bamako, Abidjan, Douala, Libreville, Djibouti, Madagascar), en Asie (Karachi, Calcutta, Saïgon et Hanoï), puis sur les îles françaises du Pacifique (Nouméa en 1956 puis Bora-Bora en 1957 et enfin Tahiti en 1960). En effet, le 16 octobre 1960, un Douglas DC-7 de la TAI inaugurait la piste de l'aéroport international de Tahiti Fa'a'ā dont la construction doit beaucoup à Paul Bernard.
En 1963, la TAI fusionne avec l'Union aéromaritime de transport (UAT) pour créer l'Union de transports aériens (UTA), laquelle sera fusionnée avec Air France en 1992.
Parallèlement à ses fonctions d'industriel, Paul Bernard était membre du Conseil économique et social et du Conseil national du patronat français (CNPF).

## Décorations et hommages

### Décorations
- Commandeur de la Légion d'honneur
- Croix de guerre 1914–1918 (4 citations)
- Croix de guerre 1939–1945 (6 citations)
- Ordre de l'Empire britannique à titre civil
- Chevalier de l'ordre de Léopold II
- Croix de guerre (Belgique)

### Hommages
Dans la commune de La Rochette (Savoie), la rue Paul-Bernard a été baptisée ainsi en raison de son amitié avec Maurice Franck, président fondateur de la Société des cartonneries de La Rochette, dont la première usine fut installée dans la commune. C'est en 1938 que les deux hommes s'étaient rencontrés, alors que Paul Bernard était chargé de la gestion des Papeteries d'Indochine.
Une stèle a été édifiée à la mémoire de Paul Bernard, à l'aéroport de Fa'a'ā, sur l'île de Tahiti. Paul Bernard avait en effet longuement insisté auprès des autorités politiques de l'époque pour que se réalise la construction de la piste de Tahiti/Faa'a qui devait permettre de désenclaver les îles françaises du Pacifique.

## Ouvrages
- Paul Bernard, Le problème économique indochinois, Nouvelles Éditions latines, 1934, 424 p.